# Dodatkowa karta płatnicza
Dodatkowa karta płatnicza – karta płatnicza wydana pełnomocnikowi do rachunku bankowego na wniosek posiadacza. Spersonalizowana jest na kolejnego  użytkownika i przypisana do rachunku karty głównej. W odróżnieniu od konta wspólnego (ang. joint account), konto karty dodatkowej jest własnością posiadacza karty głównej, który niesie odpowiedzialność za wszystkie transakcje dokonywane przez posiadacza karty dodatkowej. Karta dodatkowa może być użytkowana przez osobę posiadającą odpowiednie pełnomocnictwo, np. członka rodziny. Dodatkowa karta płatnicza nie jest kartą z dodatkowym limitem środków finansowych i tylko pozwala jej posiadaczowi korzystać z pieniędzy, które mu udostępnił właściciel karty głównej w ramach określanego przez niego limitu. Najczęściej banki w Polsce oferują dodatkowe karty kredytowe, np. ING Bank Śląski, Santander Bank Polska, Citibank i in.